# Casio Z1
La Z1 (puis Z1-GR) est une série de calculatrices scientifiques de la marque japonaise Casio, programmable en langage BASIC, en langage C en assembleur. La Z1 (puis la Z1-GR produite en 1997) est la deuxième calculatrice de Casio programmable en C après le PB-2000C (sorti en 1989), mais son processeur était beaucoup plus rapide.
Elle dispose en effet d'un microprocesseur 16 bits compatible Intel 80C188 cadencé à 8MHz, qui est une version CMOS avec bus de données 8 bits de l'Intel 80186 (le successeur du 8086, globalement compatible avec lui, mais qui n'aura guère de succès sur les ordinateurs de bureau et sera rapidement remplacé par le 80286). L'affichage est constitué d'un écran LCD graphique de 192×32 pixels. La mémoire RAM est de 18 Ko (extensible par l'ajout de cartes mémoires jusqu'à 50 Ko).
Elle propose également un port d'extension permettant d'utiliser plusieurs périphériques de la marque : imprimantes matricielles ou traçantes, interfaces RS-232C…